# Durlești
Durlești es una localidad moldava en la municipalidad de la capital del país, Chișinău.
Étnicamente, el municipio cuenta con aproximadamente un 89% de residentes de etnia rumana y moldava, seguida por la etnia rusa.

## Ciudades hermanadas
Durlești está hermanada con:
- Blaj, Rumanía —desde 2003—.

## Habitantes notables
- Vladimir Bodescu
- Petru Buburuz